# Palatul Comisiei Europene a Dunării de la Galați
Palatul Comisiei Europene a Dunării din Galați este un monument istoric situat pe Strada Mihai Bravu din municipiul Galați, România. 
Clădirea este acum sediul Bibliotecii V. A. Urechia.

## Istoric
În urma Congresului de pace de la Paris (1856), Marile Puteri au decis constituirea Comisiei Europene a Dunării, la început cu o durată de doi ani, având ca scop reglementarea regimului navigației pe Dunăre. Comisia Europeană a luat ființă, stabilindu-și sediul la Galați, odată cu ținerea primei ședințe de constituire, în ziua de 4 noiembrie 1856. La această întâlnire au luat parte reprezentanții Marilor Puteri: cavalerul Becke, din partea Austriei, Edouard Enghelhard, din partea Franței, John Stokes, din partea Angliei, Bitter, din partea Prusiei, baronul de Offenberg, din partea Imperiului Țarist, marchizul d’Aste, din partea Sardiniei, și Omer-Pașa, din partea Imperiului Otoman.
În toamna aceluiași an, sosesc delegații puterilor reprezentante: Anglia, Austria, Franța, Prusia, Rusia, Sardinia și Turcia, ce vor fi găzduiți la inițiativa Pârcălăbiei, care cerea Sfatului Orășenesc locuri de încartiruire. 
După expirarea primilor doi ani, existența Comisiei a fost prelungită din an în an până la 1865, apoi până la 1871, 1883, 1904 mergând până la anul desființării acesteia 1948. În anul 1893 membrii C.E.D. au hotărât să achiziționeze un teren în strada Mihai Bravu, numărul 6, pentru a ridica un palat, cu rol de hotel administrativ pentru membrii Comisiei. Astfel, consulul și delegatul Germaniei, Artur Rafauf, lucrând în calitate de membru în Comitetul Executiv al C.E.D., achiziționează de la numitul N.V. Theodoru cu suma de 28.000 lei, la data de 22 martie 1893, terenul pe care se va construi viitorul palat. 
O sursă franceză din anul 1895 menționează că palatul C.E.D. este o construcție recent efectuată de către „Societatea Română de Construcții și Lucrări Publice”, având ca președinte pe prințul D. Ghika. Se presupune că doi ingineri, C.F. Robesco și R. Effingham Grant, primul fiind membru al Societății menționate mai sus, și cel de al doilea director, au întocmit planurile după care s-a construit palatul și au supravegheat lucrările. În data de 29 aprilie 1896 are loc recepția definitivă a clădirii, în prezența inginerului șef al C.E.D., Carl Kuhl. În palatul C.E.D. funcționau Secretariatul General, se păstra arhiva, biblioteca și se țineau ședințele plenare.
Palatul C.E.D. a fost bombardat în timpul Primului Război Mondial (10 octombrie 1917) de către armatele aliate bulgaro-germane, incendiul generat ducând la completat distrugere a acestuia. Din el nu au mai rămas decât patru pereți exteriori și câțiva pereți interiori puternic avariați. Toate rămășițele formau un morman de dărâmături.
Între 23 iunie 1922-mai 1923 a fost proiectat noul Palat C.E.D. De reconstrucția acestuia s-a ocupat Societatea Română de Întreprinderi din București, prin delegatul său la Galați, Teissier. Conform proiectului, Palatul Administrativ C.E.D. din Galați, strada Mihai Bravu, numărul 14, arăta astfel: o construcție cu două etaje, cu subsol și mansardă, solid construit din zidărie de cărămidă cu fundația de piatră. În zona centrală se află un hol pe mijloc, 9 camere unde sunt instalate birourile C.E.D. și două grupuri sanitare. Accesul la primul etaj se face printr-o scară de marmură. La primul etaj se află un hol central, o sală de conferințe, o sală de biliard, fumuar, 4 dormitoare, sală de baie, două grupuri sanitare și bucătărie, plus o terasă. Tâmplăria este bogată, podelele sunt din mozaic și, uneori, stejar. La etajul al doilea se aflau 4 camere.
La 13 noiembrie 1923 avea loc recepția provizorie a Palatului C.E.D., în prezența lui M. Manea, arhitect, reprezentant al C.E.D. și M. Vincent, director al Societății Române de Întreprinderi din București.
Comisia Europeană a Dunării a funcționat în acest spațiu până la desființarea sa, din 1948 sediul fiind apoi primit de Biblioteca „V.A. Urechia”, în anul 1968.
Astăzi imobilul se regăsește pe lista monumentelor istorice din 2015 a județului Galați, la poziția 158, cod GL-II-m-B-03057, și adăpostește Biblioteca "V.A. Urechia", pe strada Mihai Bravu nr. 16, anul construcției inițiale fiind 1896 (notă: construcția Palatului C.E.D. a fost finalizată în anul 1895, iar recepția a avut loc un an mai târziu). 